# Čaka Beg
Čaka (srednjeveško grško Τζαχᾶς, latinizirano: Cahás), bolj znan kot Čaka Beg (turško Çaka Bey), seldžuški vojaški poveljnik in vladar neodvisne države s sedežem v Smirni, * ni znano, † 1093, Sultanat Rum. 
Sprva je bil v bizantinski službi, a se je uprl in v letih 1088–1091 zavzel Smirno, večji del egejske obale Anatolije in otoke pred njo. Na vrhuncu svoje moči se je celo razglasil za bizantinskega cesarja in skušal skupaj s Pečenegi napasti Konstantinopel. Leta 1092 mu je bizantinska pomorska ekspedicija pod vodstvom Ivana Dukasa zadala hud poraz in ponovno zavzela Lezbos. Čako je naslednje leto ubil njegov zet Kiliç Arslan I., Smirna in preostanek nekdanjega Čakovega kraljestva pa sta bila okoli leta 1097 vrnjena Bizantinskemu cesarstvu.

## Življenje
O njegovem življenju je znanega zelo malo in še to predvsem iz enega vira, Aleksiade bizantinske princese Ane Komnene, hčerke cesarja Alekseja I. Komnena (vladal 1081–1118). Omenjen je tudi v turški romantični Zgodbi o Danišmendu (Danishmendname)  iz 13. stoletja kot Čavuldur Čaka (turško Çavuldur Çaka). Zgodba zaradi napol legendarne narave seveda ni zanesljiv vir podatlov.
Po Aleksiadi je bil Cahas prvotno ropar, ki so ga Bizantinci med vladavino Nikeforja III. Botanijata (vladal 1078–1081) ujeli. Cahas je vstopil v bizantinsko službo in zaradi cesarjeve naklonjenosti hitro napredoval ter prejel naslov protonobilissimus in bogata darila. Ko je leta 1081 na oblast prišel Aleksej I. Komnen in odstavil Botanijata, je Cahas izgubil svoj položaj in pobegnil iz Konstantinopla.
Približno od leta 1088 je svojo bazo v Smirni uporabljal za vojno proti Bizantincem. Krščanski obrtniki so mu zgradili floto, s katero je zavzel Fokajo in vzhodne egejske otoke Lezbos (razen trdnjave Metimna), Samos, Hios in Rodos. Proti njemu je cesar poslal ladjevje pod poveljstvom Nikite Kastamonita, ki ga je Cahas v bitki premagal. Nekateri sodobni poznavalci domnevajo, da so bile njegove dejavnosti v tem času povezane in morda celo koordinirane z dejavnostmi upornikov Rapsomatisa s Cipra in Karikoma s Krete.
Leta 1090/1091 so Bizantinci pod poveljstvom Konstantina Dalasena ponovno zavzeli Hios. Cahasa to ni zmotilo. Obnovil je svoje sile in nadaljeval z napadi ter se celo razglasil za cesarja (basileus) in poskušal skleniti zavezništvo proti Alekseju I. s Pečenegi v Trakiji za skupen napad na Konstantinopel. Leta 1092 sta bila proti Cahasu poslana Dalasena in novi megas dux Ivan Dukas in napadla trdnjavo Mitileno na Lezbosu. Cahas se je upiral tri mesece, a se je nazadnje moral pogajati o predaji trdnjave. Med vrnitvijo v Smirno je Dalasena napadel turško ladjevje in ga skoraj povsem uničil.
Po Aleksiadi je spomladi 1093 Cahas napadel pristanišče Abidos v Dardanelah. Aleksej I. je pozval sultana seldžuškega Sultanata Rum Kılıç Arslana I. (vladal 1092–1107), poročenega s Cahasovo hčerko Ajšo Hatun, naj napade Cahasa iz zaledja. Sultan se je odpravil v Abidos, kjer je pod pretvezo, da vabi Cahasa na banket, ukazal umoriti svojega tasta. Ko je Ivan Dukas okoli leta 1097 ponovno zavzel Smirno, jo je branil nek Cahas, verjetno Cahasov sin.

## Zapuščina
Sodobne turške pomorske sile štejejo leto 1081, ko je Cahas zavzel Smirno, za leto svoje ustanovitve.